# 阿非利卡语
阿非利卡語（直译“非洲語”），又譯南非荷蘭語、阿非利堪斯語、阿非利坎语、南非語或斐語，是南非境内的白人的主要语言。由於使用阿非利卡語的歐洲白人移民在過去被稱之為布尔人（“布尔”在荷蘭語中為“農民”的意思），因此歷史上也有人將阿非利卡语稱之為布尔语。
阿非利卡語是使用於南非及納米比亞的一種語言，在語言分類上屬於印歐語系日耳曼語族的西日耳曼語支。目前阿非利卡語是《南非憲法》所規定的11種官方語言之一，同時也是《納米比亞憲法》所承認的一種國語，但非官方語言。
阿非利卡語的歷史發展過程以及其在當今南非社會的地位都備受爭議。《大英百科全書》在介紹該語言時就這樣陳述：「很少有語言能夠『像阿非利卡语一樣』產生這麼多的爭議」。

## 簡介
阿非利卡语原本是一種在南非所使用的荷兰语方言，基本上是在1652年到1705年之間、由信仰基督新教的歐洲移民以及被荷兰东印度公司帶到南非的契約工人與奴隸所共同發展出來的。這些歐洲移民大多數都是荷蘭移民，也有不少德國及法國移民。此外，也還有一些來自蘇格蘭與其他歐洲國家的移民。至於這些契約工人與奴隸，除了來自马来半岛的馬來人以外，還有屬於非洲原住民的科伊科伊人及布須曼人。
根據2005年民族语：全世界的语言的資料，在南非有620萬的阿非利卡语使用人口，包括100萬同時使用阿非利卡语及英語的雙語人口。這個數目大概是佔南非全部人口的15%，次於祖魯語（佔全部人口的22.9%）以及科薩語（佔全部人口的17.9%），是南非的第三大語言。除此以外，在南非還有400萬人是以阿非利卡语當作第二語言的。至於南非以外的地方，納米比亞有13萬人使用阿非利卡语、博茨瓦纳有2萬，至於马拉维及尚比亞亦有一些阿非利卡语的使用人口。
|  |  |

阿非利卡语在歷史上曾經有過種種不同的名稱，包括開普荷蘭語（Cape Dutch）、非洲荷蘭語（African Dutch）等。
荷兰语的中原本写作“IJ”的往往在阿非利卡语中被写作“Y”。

## 語音系統
|        | 前元音 | 前元音 | 央元音 | 後元音 |
| 一般音 | 唇音化 |        | 央元音 | 後元音 |
| ------ | ------ | ------ | ------ | ------ |
| 閉元音 | i      | yː     |        | u      |
| 中元音 | ɛ, ɛː  | œ      | ə      | ɔ, ɔː  |
| 開元音 |        |        | ɐ      | ɑː     |

## 正寫法

### 起首上標點
'n Man loop daar ('a man walks there')
Daar is 'n man ('there is a man')
'k Het dit gesê ('I said it')
't Jy dit geëet? ('did you eat it?')

### 字元符號表
| 字位   | IPA             | 範例                                                                                           |
| ------ | --------------- | ---------------------------------------------------------------------------------------------- |
| a      | /ɐ/             | appel ('apple')                                                                                |
| aa     | /ɑː/            | aap ('monkey')                                                                                 |
| aai    | /ɑːi/           | draai( 'Turn')                                                                                 |
| aie    | /aj/            | baie ('many')                                                                                  |
| b      | /b/             | boom ('Tree)                                                                                   |
| ch     | /ʃ/             | (found only in words borrowed from French; typically 'sj' is used instead)                     |
| c      | /s/, /k/        | (found only in borrowed words; the former pronunciation occurs before 'e', 'i', or 'y')        |
| d      | /d/             | dae ('days')                                                                                   |
| dj     | /d͡ʒ/            | (used to transcribe foreign words)                                                             |
| e      | /ɛ/, /iˑe/, /ə/ | se (indicates possessive, for example 'Jan se boom', meaning 'John's tree')                    |
| ê      | /ɛː/            | sê ('say' or 'says')                                                                           |
| ë      | /i/             | oë ('eyes')                                                                                    |
| ee     | /eə/            | weet ('know' or 'knows')                                                                       |
| eeu    | /iu/            | sneeu ('Snow)                                                                                  |
| ei     | /ɛi/            | wie ('Who")                                                                                    |
| eu     | /eø/            | seun ('boy')                                                                                   |
| f      | /f/             | Frans ('French')                                                                               |
| g      | /x/             | goed ('good')                                                                                  |
| gh     | /ɡ/             | used for /ɡ/ when it is not an allophone of /x/; found only in borrowed words                  |
| h      | /ɦ/             | hael ('hail')                                                                                  |
| i      | /i/             | kind ('child')                                                                                 |
| ie     | /i/             | iets ('something')                                                                             |
| ieu    | /iu/            |                                                                                                |
| j      | /j/             | jonk ('young')                                                                                 |
| k      | /k/             | kat ('cat')                                                                                    |
| l      | /l/             | lae ('layers')                                                                                 |
| m      | /m/             | man ('man')                                                                                    |
| n      | /n/,            | nael ('nail')                                                                                  |
| ng     | /ŋ/             | sing ('sing')                                                                                  |
| o      | /ɔ/,            | Oop (open)                                                                                     |
| oe     | /u/             | boek ('book')                                                                                  |
| oeie   | /ui/            | koeie ('cows')                                                                                 |
| oi, oy | /oj/            | "mooi" ('pretty' or 'beautiful')                                                               |
| oo     | /oə/            | brood ('bread')                                                                                |
| ooi    | /ɔːi/           | nooi ( saying for little girl)                                                                 |
| ou     | /ɵw/            | koud ('cold')                                                                                  |
| p      | /p/             | pot ('pot')                                                                                    |
| q      | /k/             | (found only in foreign words with original spelling maintained; typically ‹k› is used instead) |
| r      | /r/             | rooi ('red')                                                                                   |
| s      | /s/             | ses ('six')                                                                                    |
| sj     | /ʃ/             |                                                                                                |
| t      | /t/             | tafel ('table')                                                                                |
| tj     | /tʃ/, /k/       | (the former pronunciation occurs at the beginning of a word and the latter in ‹-tjie›)         |
| u      | /œ/             | kus ( chest)                                                                                   |
| uu     | /y/             | suutjies ( little Boy)                                                                         |
| û      | /œː/            | rûe (back - body part)                                                                         |
| ui, uy | /œj/            | huis ('house')                                                                                 |
| v      | /f/             | vis ('fish')                                                                                   |
| w      | /v/             | water ('water')                                                                                |
| x      | /ks/            |                                                                                                |
| y      | /ɛi/            | byt ('bite')                                                                                   |
| z      | /z/             | found only in borrowed words                                                                   |

## 歷史
誠如Rita Barnard所指出的：要理解阿非利卡语的歷史，就幾乎無可避免地要討論到南非歷史。以下分五個階段討論阿非利卡语的發展歷史。

### 早期萌芽階段
1652年，荷屬東印度公司佔領了非洲最南端的開普半島，將其當作是荷蘭艦隊繼續往東航行的中途補給站。1657年，首批荷蘭移民登陸南非，開始佔領原本屬於科伊科伊人的土地，也開啟了西方殖民主義在南非的歷史。隨著荷蘭移民的到來，荷蘭語開始在南非被這群歐洲移民所使用。不久之後，不少來自亞洲的契約工人和奴隸，也被荷屬東印度公司輸入到南非來擔任幫工。
這些亞洲人主要講的語言是一種混雜著馬來語詞彙的葡萄牙語（荷兰于1641年、1660年接连自葡萄牙夺得马六甲（今属马来西亚）与望加锡（今属印尼），此两处地点或为前述亚洲劳工来源地，亦或与开普马来人相关）。由於語言接觸的結果，歐洲移民所使用的荷蘭語（主要是屬於荷蘭西部省份的口音）和亞洲人所使用的混合語（葡萄牙語和馬來語）開始展開了相互影響的過程。
到了18世紀的時候，這個語言混合的工程更形複雜，又慢慢加上了更多的其他元素，包括被雇用來擔任保姆和幫工的科伊科伊人所使用的科伊語，新移入南非的法國胡格諾派新教徒所使用的法語等等。由於新環境刺激和新事物出現，面對過去在家鄉從來沒有看過的東西，這些荷蘭移民必須借用很多水手的俚语以及從其他語言學來的新詞彙來適應非洲的新生活。在描述阿非利卡语之演變過程的時候，Matthias Huning這樣表示：
大概從1740年開始、在南非所使用的日常語言、就已經不再是純粹的荷蘭語了。在關於這個新語言之形成原因的討論裡面，其中最令人信服的一個理論，就是阿非利卡语是從和其他語言的互動過程中發展出來的。
當然，隨著新語言的形成，這些祖先來自荷蘭的歐洲後裔，也逐漸產生了新的認同。他們不再稱自己為荷蘭人（Dutch），而是稱為非洲人（Africaander）。也因此，他們所使用的語言就逐漸被稱之為「非洲语」（Africaansch；Afrikaans）。

### 英國人到來
1795年，英國人佔領了開普，成為這塊土地的新主人。由於英國人掌管了政治上的權力，英語也成了政府機構和教育機構的主要語言。在這種情況下，英語有著比阿非利卡语更高的社會地位。不論是上層階級、政府官員或知識份子，主要使用的都是英語而不是阿非利卡语。阿非利卡语也因此被謔稱為是一種「廚房裏的土語」（kitchen vernacular）。
在這種情況下，為了擺脫英國人的管制，也由於對於英國人所實行之廢奴政策的不滿、這些自稱為非洲人或被人稱為布尔人的歐洲移民、展開了南非歷史上的所謂牛車大遷徙（1836年－1844年），開始從海岸地區的開普往東邊和北邊前進，並成立了屬於他們自己的幾個小共和國，包括德蘭士瓦和奧蘭治自由邦等。

### 阿非利卡语語言運動崛起
在波耳人建立自己之國家的過程當中，和語言及文化相關的問題，特別是和他們所使用之阿非利卡语相關的問題，也變得越來越有強烈的政治意涵。「阿非利卡语變成了這個崛起中之民族意識的來源、同時也是這個民族意識的表徵」。
雖然這些波耳人已經有了阿非利卡语这個屬於他們自己的口語傳統，但是在書寫上面，他們卻還是使用所謂的標準荷蘭語。特別是对他們最重要的讀物——聖經，是使用標準荷蘭語書寫印刷的。在這種情況下、一群牧師和教師在1870年左右發起了第一次阿非利卡语語言運動（the First Afrikaans Language Movement），希望將阿非利卡语從口語的層次提昇為一種書面語。1875年，正統阿非利卡人協會（Genootskap vir Regte Afrikaners）在開普敦正式成立。同年，第一本以阿非利卡语當作研究對象的文法書和字典由該協會正式出版。
在第二次布尔战争（1899年－1902年）結束以後，雖然英國人獲得了勝利，但波耳人也賦予了自治的權力，荷蘭語因此成為南非在英語以外的另一個官方語言。1905年，阿非利卡语語言協會（Afrikaanse Taalgenootschap）和阿非利卡语語言聯盟（Afrikaanse Taalvereniging）正式成立，大力要求阿非利卡语在各個不同層面的廣泛使用和研究。1910年、英國政府將開普、納塔爾、德蘭士瓦、以及奧蘭治四個自治邦合組成南非聯邦。1925年，在阿非利卡语言運動者和民族主義者的共同努力下，阿非利卡语取代了荷蘭語，成為南非聯邦的第二官方語言。1933年，第一本完整的阿非利卡语聖經完成翻譯並正式出版。

### 從被壓迫者語言變成壓迫者語言
1948年，由阿非利卡人所組成的南非国民党上台執政，一直到1994年由南非黑人組成的非洲人国民大会取得政權為止，相關學者通常將這段時期稱之為南非的種族隔離時期（1948年－1994年）。這段時期是阿非利卡人掌權的高峰，同時也是阿非利卡语的黃金時期。但是，這也是阿非利卡语從被壓迫者語言轉變成壓迫者語言的一個階段。
國民黨上台以後，為了鞏固以種族主義為基礎的統治，制定了一系列和種族隔離相關的法律，如《集團住區法》（1950年）、《通行證法》（1952年修改通過）、《班圖人教育法》（1953年）等，把種族歧視貫穿到經濟、社會和政治等各個不同層面。在學校的歷史教科書中，國家機器則一味強調阿非利卡人的歷史觀，把焦點放在阿非利卡人英雄的史蹟，如牛車大遷徙和英布戰爭等，而其他種族的史實均刻意被忽略。這些教科書甚至強調黑人先天上是低劣的種族，起碼在文化上是低劣的，以作為其白人統治之意識型態的藉口。
同時，阿非利卡语也高度受到國家機器的保障和推廣，包括劇本的撰寫、各種文學獎項的成立，以及學院裡面的研究等，都是以阿非利卡语為中心的。根據掌權阿非利卡人的文化人士觀點，阿非利卡语被認為是日耳曼語言中最年輕的一個語言，這些人士不但強調阿非利卡语的純粹性，不喜歡從英語裡面借用語彙，同時也宣稱阿非利卡语是阿非利卡人特有的語言，而忘記了阿非利卡语本身就是荷蘭語和其他不同語言（包括非洲本土語言）互動的一個文化產物。更重要的，這些阿非利卡人也忽略了一個重要的事實——在南非至少還有200萬的非白人（多數都是混血的南非人）都是以阿非利卡语為母語的。
1961年，南非聯邦宣布退出英聯邦，正式改制成為共和國，阿非利卡语的地位也達到了歷史上的最高峰。誠如Matthias Huning所言，「阿非利卡语從『低功能的語言』（language with lower functions）轉變成『高功能語言』（language with higher functions）」。不論是司法、政治、文化或學術研究，阿非利卡语都在這些領域呈現出一支獨秀的景象。
在這種情形下，英語反而被黑人拿來當成是反抗南非白人的一種有力工具。1976年，南非政府要求黑人學校必須以阿非利卡语當成是教學語言，不能使用英語，因而在索維托地區爆發了大規模的種族衝突。南非政府下令警察開槍應付示威者，打死了600多人，激起了黑人對於白人政府的激烈反抗。開普敦也發生巷戰，10多萬名黑人工人同時舉行罷工。1977年，為了抗議南非政府槍殺學生領導人，19萬學生舉行抗議活動。南非政府於是一口氣取締了18個反對種族隔離的群眾組織，南非社會動盪和緊張狀態日益加劇。南非共和國在全世界陷入極端孤立的境地，使南非當局不得不放鬆某些種族隔離措施。

### 後種族隔離時期發展
1994年，由曼德拉領導的非洲人国民大会在南非第一次不分種族的全國大選中獲得勝利，正式宣告種族隔離制度的終結。非國大取得政權後即開始著手修訂《南非憲法》，並於1996年底公佈實施。根據新公佈的憲法，阿非利卡语雖然仍然被承認為官方語言之一，但是其一支獨秀的情景不再，而是和其他的9個原住民語言以及英語共同成為11個官方語言之一。在這之後，為了顧及各民族平等的原則，南非廣播公司開始減少電視上阿非利卡语節目的播出時間。南非航空公司也將其阿非利卡语的名稱「Suid-Afrikaanse Lugdiens」從其飛機上除去，並換上英語的標誌。
儘管如此，阿非利卡语在南非仍舊是一個強勢的語言，雖然英語頗有後來居上的架勢。在今天，阿非利卡语的報紙和雜誌仍然是在南非流通最廣的平面媒體，此外在1999年，也另外有一個專門以阿非利卡语播放的付費電視頻道推出。
但部分以英语为母语的南非人仍然对阿非利卡语持负面评价，如英国著名时尚杂志《壁紙》在其2005年9月号上将阿非利卡语描述为“世界上最丑陋的语言之一”（one of the world's ugliest languages），随即南非的億萬富翁约翰·鲁珀特（Johann Rupert，卡地亚等一系列奢侈品品牌的母公司历峰集团董事长）宣布撤销与该杂志的所有广告合约。而这篇文章的作者正是一名讲英语的南非人。

## 語法
| 中文 | 南非荷兰语 | 一般現在时 | 荷蘭語 | 英語 | 德語  |
| ---- | ---------- | ---------- | ------ | ---- | ----- |
| 是   | wees       | is         | zijn   | be   | sein  |
| 有   | hê         | het        | hebben | have | haben |

| 中文        | 阿非利卡语   | 荷蘭語         | 英語                   | 德語                                                 |
| ----------- | ------------ | -------------- | ---------------------- | ---------------------------------------------------- |
| 我是        | ek is        | ik ben         | I am                   | ich bin                                              |
| 你是        | jy/u is      | jij/U bent     | you are (第二人称单数) | du bist (非正式、第二人称单数)                       |
| 他/她/它 是 | hy/sy/dit is | hij/zij/het is | he/she/it is           | er/sie/es ist                                        |
| 我們是      | ons is       | wij zijn       | we are                 | wir sind                                             |
| 你們是      | julle is     | jullie zijn    | you are (第二人称复数) | ihr seid (非正式、第二人称复数)                      |
| 他們是      | hulle is     | zij zijn       | they are               | Sie (敬语、第二人称单/复数)/sie sind（第三人称复数） |

| 中文   | 阿非利卡语 | 荷蘭語 | 英語  | 德語    |
| ------ | ---------- | ------ | ----- | ------- |
| 我之前 | ek was     | ik was | I was | ich war |

| 中文     | 阿非利卡语      | 荷蘭語    | 英語     | 德語       |
| -------- | --------------- | --------- | -------- | ---------- |
| 我之前喝 | ek het gedrink. | ik dronk. | I drank. | ich trank. |

| 中文   | 阿非利卡语     | 荷蘭語            | 英語          | 德語                |
| 我已喝 | ek het gedrink | ik heb gedronken. | I have drunk. | ich habe getrunken. |

阿非利卡语的名詞沒有陰性詞和陽性詞的分別，這點和英語一樣，而現時大多數印歐語言例如印地語，法語仍然有陰性詞，陽性詞；德語仍然有陰性詞，中性詞和陽性詞。

### 引用
1. ↑  . 中央政府门户网站. 2006-06-22  [2022-01-06]. （原始内容存档于2013-12-11）. 通用语言为英语和阿非利卡语（南非荷兰语）
2. ↑  全国语言与术语标准化技术委员会,  (PDF), 2005-07-15  [2023-03-29], （原始内容存档 (PDF)于2024-04-19）
3. ↑  沈涯涵; 周光磊、庄会彬. .  第三版·网络版. 中国大百科全书出版社. 2023-06-14  [2024-06-11]. （原始内容存档于2023-10-04） （中文（中国大陆））.
4. ↑  Lass (1984:93頁)
5. 1 2 3 4 5  Barnard, Rita. . Oprah's Book Club. 2003  [2022-01-06]. （原始内容存档于2005-03-08）.
6. 1 2 3 4 5  .   [2022-01-06]. （原始内容存档于2002-01-06）.
7. 1 2 3  鄭家馨、2000, 南非歷史。台北：中國大百科全書智慧藏。
8. ↑  Ramerini, Marco. . Colonial Voyage. 2014-02-15  [2022-01-06]. （原始内容存档于2019-10-02） （美国英语）.
9. 1 2 3 4 5 6 7  . Nederlandistik an der Uni Wien.   [2022-01-06]. （原始内容存档于2005-02-22）.
10. ↑  . 新华网. 2004-04-23  [2022-01-06]. （原始内容存档于2004-11-21）.
11. ↑  劉德勝、nd, 南非多種族教育課程設計的回顧與前瞻 [online]。台北：國立教育資料館全球資訊網站。[引用於2005年2月22日]。全球資訊網網址： （页面存档备份，存于）。

## 延伸閱讀
- Donaldson, Bruce. 2000. Colloquial Afrikaans: The Complete Course for Beginners. New York: Routledge.
- Kritzinger, Matthys Stefanus Benjamin. 1988. Afrikaans/English, English/Afrikaans Dictionary. New York: Hippocrene Books.
- Lockwood, William Burley. 1965. An Informal History of the German Language. Cambridge, England: W. Heffer.
- Macnab, Roy Martin. 1973. The Youngest Literary Language: The Story of Afrikaans. Johannesburg: South African Broadcasting Corporation.
- Ponelis, Friedrich Albert. 1993. The Development of Afrikaans. Frankfurt am Main : P. Lang.
- van Rensburg, Christo et al. 1997. Afrikaans in Afrika. Pretoria: J. L. van Schaik.
- van Schalkwyk, Helena. 1992. Afrikaans. Chicago: NTC Pub. Group.

## 外部連結
- Ethnologue: Languages of the World中「阿非利卡语」的報告(英語)（页面存档备份，存于）
- 阿非利卡语/英語線上字典(英語介面)（页面存档备份，存于）